# BBC 6 Music
BBC Radio 6 Music是英国广播公司的一个数字广播电台。它的官方名称是 "BBC 6 Music"。
BBC 6 Music是BBC从1970年以来开播的第一个地區性电台。这个电台只能由以下方式播放：数码声音广播、互联网、数字电视，或者是Astra 2B卫星。